# Giovanni Maria Benzoni
Giovanni Maria Benzoni (Songavazzo, 28 agosto 1809 – Roma, 28 aprile 1873) è stato uno scultore italiano.

## Biografia
Nato a Songavazzo, piccolo borgo montano ai margini dell'altopiano di Clusone, da Giuseppe e Margherita Covelli, non fu avviato agli studi a causa dell'estrazione modesta della propria famiglia.
La tradizione difatti racconta che egli coltivò la propria abilità di intagliatore mentre portava a pascolare gli animali, mansione affidatagli dai genitori: in uno di quei momenti si imbatté casualmente nel conte Tadini, noto esponente della nobiltà locale e appassionato d'arte. Questi ne ammirò l'abilità rimanendone affascinato al punto da volerlo portare con sé a Lovere al fine di dargli un'istruzione sia generale che artistica.
Le cronache riportano invece che il Benzoni, dopo una breve esperienza come pastore dopo la prematura morte del padre (avvenuta nel 1820 per annegamento nel torrente Borlezza), si trasferì a Riva di Solto presso la piccola falegnameria dello zio. Qui riuscì ad acquisire una buona fama nella zona, già avvezza a grandi intagliatori quali la famiglia Fantoni, eseguendo le sue prime opere in legno: Crocefisso con Maria Maddalena e Papa Pio VII in preghiera.
Il suo nome giunse a Giuseppe Fontana, esponente della borghesia locale il quale, volendolo mettere alla prova, gli commissionò la copia di una statua di San Francesco. L'eccellente risultato, sia in qualità che in velocità, spinse l'acquirente a parlarne con il conte Luigi Tadini, collezionista d'arte e fondatore dell'Accademia Tadini di Lovere, che, a sua volta colpito dalla bellezza dell'opera in questione, fece eseguire al Benzoni una copia della Stele Tadini, la scultura eseguita da Antonio Canova in memoria di Faustino, figlio del conte, prematuramente scomparso.
L'opera soddisfece notevolmente le aspettative del conte, dando così il via ad un rapporto di collaborazione molto proficuo per entrambi. Infatti il Tadini fece trasferire il Benzoni prima a Lovere, iscrivendolo al locale collegio, e dal 1828 a Roma presso la bottega di Giuseppe Fabbris al fine di perfezionarne le abilità artistiche e valorizzarne le capacità.
Nella capitale pontificia inoltre gli venne offerta la possibilità di frequentare, sempre grazie alle sovvenzioni del conte Tadini, l'Accademia di San Luca, dove seguì corsi di disegno e anatomia ed espose a 25 anni l'Amore silenzioso, meritandosi l'appellativo di novello Canova.
Alla morte del suo tutore, avvenuta l'anno successivo, ricevette in lascito il finanziamento per l'iscrizione alla stessa accademia per altri tre anni, venendo in seguito preso sotto l'ala protettrice dei nobili cremaschi Jacovelli, Ponticelli e Sanseverino.
Nel frattempo il Benzoni, dopo aver vinto tre concorsi sempre presso l'Accademia romana di San Luca, cominciava ad acquisire una crescente fama e con essa i primi guadagni che gli permisero sia una certa indipendenza economica che la possibilità di aprire un proprio studio a Sant'Isidoro in Roma nel 1832.
La grande quantità di opere commissionate lo costrinsero a trasferirsi in uno studio più grande in via del Borghetto e più tardi in via del Babuino, tanto da essere annoverato tra i bergamaschi più famosi del tempo, al pari di Gaetano Donizetti, Francesco Coghetti ed Angelo Maj (del cui ultimo ha scolpito la tomba monumentale nella Basilica di Sant'Anastasia al Palatino), tutti residenti a Roma.
Nel corso del 1838 sposò Lucia Ricci, di famiglia nobile romana, da cui ebbe sei figli.
Le sue sculture, inizialmente limitate ad un ambito profano (busti, allegorie, ritratti e monumenti funebri), cominciarono sia ad interessare anche la sfera religiosa, considerato l'elevato numero di commesse ricevute dai prelati del Vaticano, che a varcare i confini nazionali andando ad interessare le più alte personalità del tempo, così come riportato nelle sue parole:
Nella sua carriera artistica rappresentò la propria nazione all'esposizione di Londra del 1851  (insieme a Giuseppe Fraccaroli e Gaetano Monti), mentre a quella di Anversa del 1861 rappresentò il governo pontificio; realizzò anche numerose sculture per monumenti funerari: tra tutti svettano, per imponenza quella del cardinale Angelo Maj, e per sentimento e intensità quelle per i propri genitori e per il conte Tadini.
Visse sempre a Roma, anche se sovente ritornava nella "sua" Bergamo, dove amava frequentare l'ateneo, diventandone membro e donandovi numerosi busti di illustri concittadini. 
La sua produzione, nell'arco di circa quarant'anni, è stimata in 277 opere originali ripetute e copiate più volte, per un totale 705 pezzi.
Morì a Roma il 28 aprile 1873 e fu sepolto nel cimitero del Verano, in una tomba che lui stesso si era preparato.

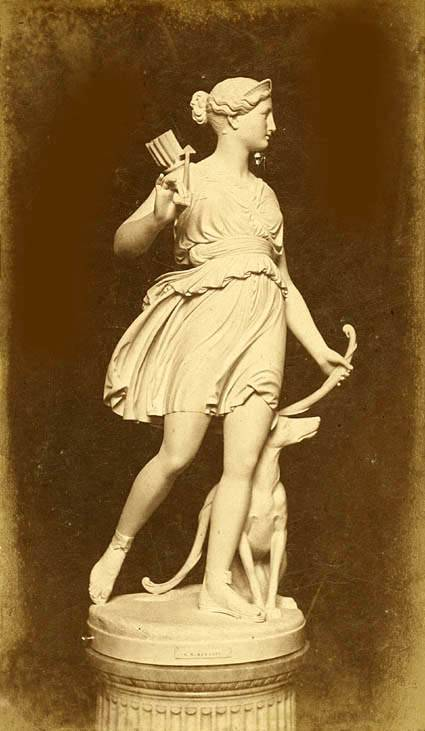
Diana
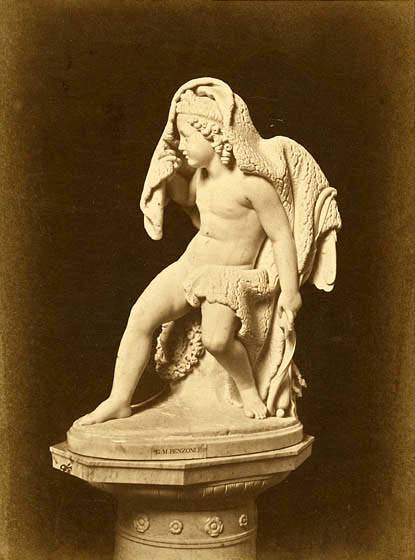
Amore
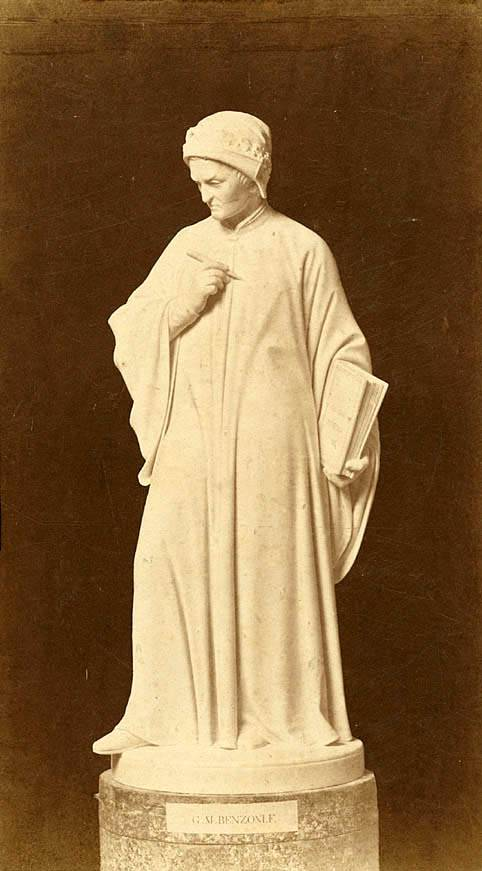
Dante
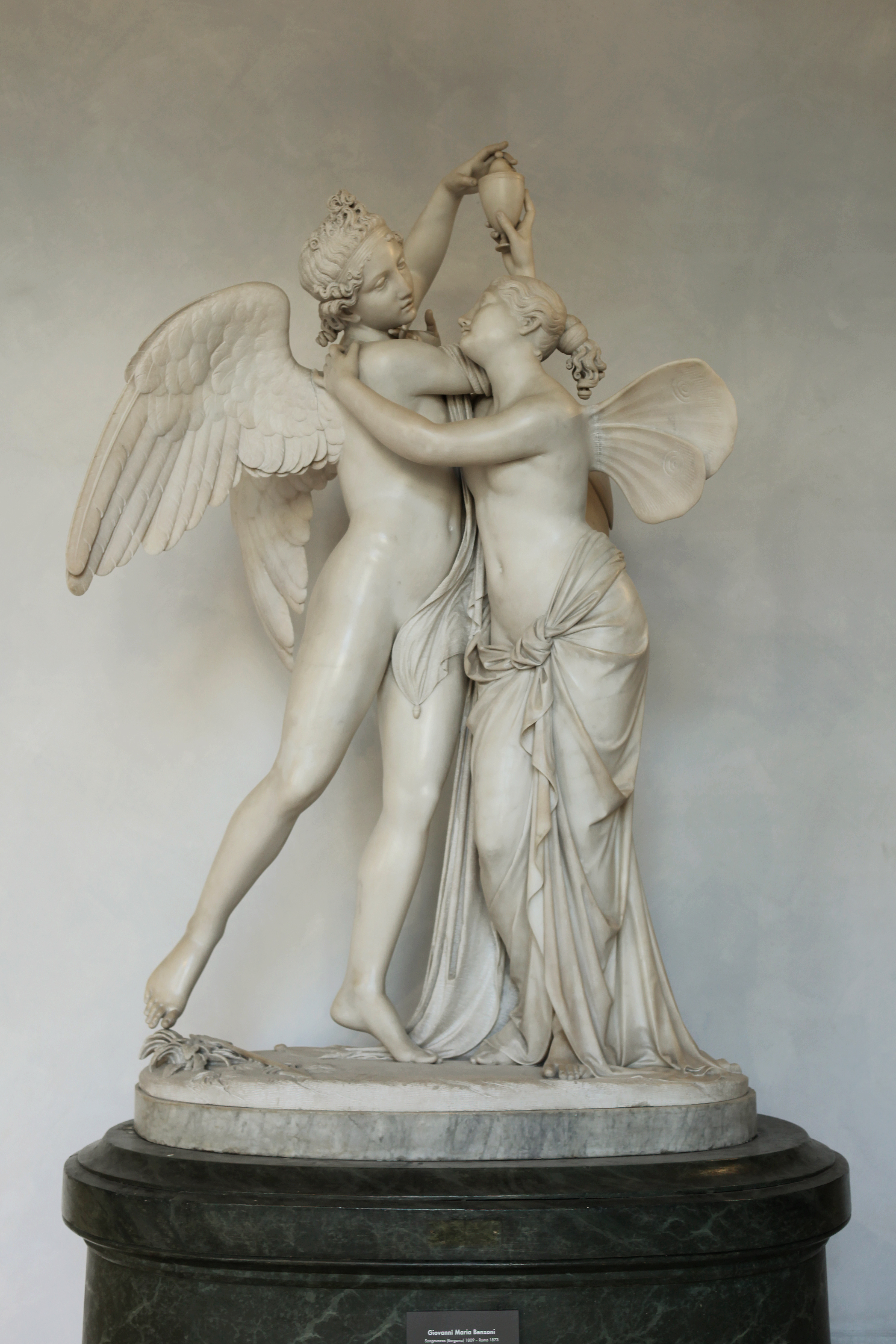
Amore e Psiche

## Principali opere
- San Francesco (Lovere, Accademia Tadini)
- Copia della Stele Tadini (Lovere, Accademia Tadini)
- Primavera e Inverno (Lovere, Accademia Tadini)
- San Giorgio (Lovere, chiesa di San Giorgio)
- Marte dormiente (Lovere, Accademia Tadini)
- Santi Pietro e Paolo dell'Altare maggiore della chiesa di Sant'Alessandro della Croce della Chiesa di Sant'Alessandro della Croce di Bergamo
- Amore silenzioso (1832)
- La Venere dormiente (1832)
- San Giovanni che scherza coll'agnello (1833)
- La Musa Euterpe (1836)
- Busto di Gaetano Donizetti (1840)
- Busto di Alberico da Rosciate (1840)
- Evangelisti San Giovanni e San Marco (1840)
- La riconoscenza (1842)
- Busto dell'abate Agostino Salvioni (1842)
- Pentesilea che spira tra le braccia di Achille (1844)
- Monumento alla Pace (1844)
- Sant'Anna e la Vergine (1846)
- Amore e Psiche (1846)
- Amore insidioso (1847)
- Angeli (1847)
- Innocenza difesa dalla fedeltà (1847)
- La speranza in Dio (1851)
- Monumento a Giovanni Francesco Melzi (1854), (Bellagio, Cappella gentilizia di Villa Melzi)
- Amor materno (1855)
- Diana (1853)
- Eva (1855)
- Monumento al cardinale Angelo Mai (1857)
- Immacolata (1857)
- Busto di Torquato Tasso (1858)
- La preghiera del mattino (1858)
- Busto della Madonna (1861)
- Speranza (1861)
- La riconoscenza (1861)
- L'innocenza difesa dalla fedeltà (1861)
- La danza di Zefiro e Flora (1862)
- Rebecca velata (1863)
- Bacco fanciullo (1866)
- Ultimi giorni di Pompei (1868)
- Monumento al conte Luigi Tadini Lovere, Accademia Tadini)